# Aulo Cecina Severo
Aulo Cecina Severo (en latín: Aulus Caecina Severus) fue un político y general romano que fue cónsul en el 1 a. C. Era el representante del emperador Augusto en Moesia cuando estalló la Gran Revuelta Iliria. Como resultado, pasó 4 años en una dura lucha contra las tribus ilirias antes de que los romanos reprimieran la revuelta. En 14 d. C. estuvo a cargo de varias legiones en el Bajo Rin, estas se amotinaron a la muerte de Augusto. Se registró que había manejado esto mal, y la situación solo se pudo salvar con la intervención de su comandante en jefe, Germánico.
Durante los dos años siguientes, mientras estaba de campaña en Germania, Cecina dirigió a sus legiones con habilidad y entusiasmo. Al final de una dura batalla, derrotó al ejército de Arminio, que siete años antes había destruido las tres legiones romanas de Publio Quintilio Varo. Los cronistas lo elogiaron por sus hazañas. A su regreso a Roma fue galardonado con los honores de triunfo.

## Biografía
Aulo Cecina Severo descendía de una distinguida familia proveniente de la ciudad de Volterra, de origen etrusco. Se hizo famoso como militar y fue nombrado cónsul por el emperador Augusto en 1 a. C. Convertirse en cónsul se consideraba el mayor honor del estado romano y el emperador habría elegido candidatos para ocuparlo con cuidado.

### Revuelta iliria
En el año 6 d. C. fue designado Legatus Augusti pro praetore en Moesia cuando estalló la Gran revuelta ilírica. Severo fue llamado a llevar sus legiones al sur para reprimir la revuelta. En Iliria se le unieron las fuerzas de Marco Plaucio Silvano. En 7, sus ejércitos combinados se encontraron con los Daesitiates y los Breuci en la Batalla de Sirmium. Los romanos obtuvieron una victoria muy reñida, pero sus pérdidas fueron tan grandes que no pudieron seguirla. Cecina se vio obligado a regresar rápidamente a Moesia, ya que los invasores dacios y sármatas estaban causando estragos en la provincia. Durante los siguientes dos años continuó luchando contra los rebeldes en Illyricum, infligiéndoles otra derrota en 8 cuando intentaron evitar que marchara para unirse en Panonia con Germánico, el heredero del sucesor de Augusto, Tiberio. La revuelta fue finalmente sofocada en el año 9.

### Tarraconense
Poco después, en un momento indeterminado entre 10 y 14, fue designado por Augusto, gobernador de la provincia de Hispania Citerior Tarraconense, guarnecida por tres legiones.

### La revuelta del Rin
Alrededor de 14, Cecina era el legado a cargo de las legiones a lo largo de la frontera del Bajo Rin en la Gallia Belgica, lo que más tarde se convertiría en el distrito militar de Germania Inferior, bajo el mando general de Germánico. Cuando las legiones del Rin se rebelaron tras la muerte de Augusto, los hombres al mando de Cecina estaban a la vanguardia, exigiendo la desmovilización de los hombres que habían servido en un número excesivo de campañas y un aumento de sueldo para el resto. Cecina aparentemente perdió los nervios por el motín. Inicialmente, no hizo ningún movimiento para detener la propagación del desorden, y cuando los centuriones buscaron su protección, accedió, aunque a regañadientes, a entregarlos a los legionarios para que los torturaran y los mataran. Germánico se vio obligado a intervenir. Cuando llegó, finalmente aceptó las demandas de las tropas. Se las arregló para conseguir el dinero para pagar algunas de las legiones y ordenó a Cecina que llevara la Primera y la Vigésima legiones de regreso a Oppidum Ubiorum (Colonia), junto con el tesoro agotado.
Cuando Germánico llegó a Oppidum Ubiorum, envió a Cecina a Castra Vetera (Xanten), donde estaban apostadas las legiones amotinadas V Alaudae y XXI Rapax. Decidido a hacer de ellos un ejemplo, ordenó a Cecina que anunciara a la tropa que, si no castigaban a los principales alborotadores, entraría con un ejército más numeroso y ejecutaría al azar a un gran número de soldados. Cecina discutió la situación con hombres en los que podía confiar, quienes acordaron obedecer sus órdenes y matar a los cabecillas del motín antes de que llegara Germánico.

### Campaña en Germania
Al año siguiente, en 15, Caecina participó en la campaña contra Arminio, el líder de los germanos que había derrotado a Publio Quintilio Varo en la batalla del bosque de Teutoburgo y destruyó tres legiones, sin incluir un gran número de auxiliares y seguidores del campamento. Germánico, que procedió primero a atacar a los Chatti, lo dejó al mando de cuatro legiones en el Rin. Cecina pronto se vio obligado a retroceder un avance de Queruscos. Luego siguió esto con una batalla exitosa contra Marsi. Al enterarse de que Arminio había reunido una gran coalición de fuerzas, Germánico envió a Cecina con cuarenta cohortes hacia el Ems como táctica de distracción, devastando el campo mientras marchaba. Al reunirse con Germánico, avanzaron hacia el bosque de Teutoburgo. Cecina fue enviado con anticipación para explorar la ruta, así como construir puentes y calzadas para que el ejército pudiera cruzar las numerosas áreas de marisma.
Después de librar una batalla indecisa contra Arminio, Germánico ordenó a Cecina que tomara sus fuerzas originales y marchara de regreso al Rin. Al llegar a un lugar conocido como las "calzadas largas" y encontrarlo intransitable, Cecina comenzó a reparar las calzadas para poder continuar su marcha hacia el Rin. Sin embargo, fue atacado por Arminio y logró detenerlo cuando cayó la noche. Al día siguiente, los dos ejércitos se unieron nuevamente a la batalla. Las legiones romanas se separaron y de nuevo casi fueron derrotadas. Cecina, tratando de mantener la línea del frente contra los germanos, hizo que mataran a su caballo debajo de él, y solo sobrevivió gracias a la intervención oportuna de la Primera Legión. Cuando Cecina vio a muchos de los germanos apartarse de la lucha para saquear los carros de equipaje y las mulas de carga, dio órdenes de que se abandonara el equipaje. Esta fue la razón clave por la que la Primera y la Vigésima legiones pudieron retirarse y reunirse con la Quinta y la Vigesimoprimera legiones en tierra firme al anochecer.
Durante la noche se difundió el rumor de que los germanos habían irrumpido en el campamento, lo que provocó que las tropas corrieran hacia las puertas en un intento de escapar. Cecina, que no logró convencer a los soldados de que no había ningún ataque en curso, se vio obligado a tirarse al suelo debajo de la puerta para persuadir a los soldados de que se detuvieran y escucharan.
Durante la noche, Arminio aconsejó a los romanos dejar su campamento por la mañana y reanudar su marcha hacia el Rin. Arminio explicó que una vez que los legionarios estuvieran al aire libre y fuera del campamento, los queruscos podrían acabar con ellos. Pero el tío de Arminio, Inguiomerus, no quería darles a los romanos la oportunidad de escapar. Aconsejó atacar su campamento al amanecer y sobrepasarlo. Otros jefes estuvieron de acuerdo. Así que Arminio, sin votos, acordó liderar un ataque al amanecer contra el campamento romano.
Por la mañana, con Cecina endureciendo la moral de su ejército, los romanos lograron derrotar a los alemanes que atacaban el campamento y los obligaron a huir del campo de batalla. Cecina pudo entonces completar las reparaciones del Puente Largo y regresar al Rin. Como resultado de esta victoria, recibió honores triunfales.
Al año siguiente, en 16, todavía en campaña con Germánico en Germania, a Cecina se le encomendó la tarea de construir una flota de 1.000 barcos para transportar a los ejércitos romanos desde el Mar del Norte al interior de Germania a través del río Ems, una tarea que completó. Se supone que marchó junto a Germánico durante esta campaña y regresó con Germánico a Roma a finales de año.

### Carrera posterior
Tomando su lugar en el Senado, Cecina presentó una moción en el año 20 para que se erigiera un altar a la diosa de la venganza en agradecimiento por lo que se denominó la muerte justa de Cneo Calpurnio Pisón, quien se creía que era el responsable de la muerte de Germánico en 1, pero el emperador Tiberio vetó la moción. En 21, Cecina presentó otra moción en el Senado durante un debate sobre el cargo de gobernador proconsular de África, esta vez para prohibir que los gobernadores de provincias se lleven consigo a sus esposas cuando inicien su mandato. Su discurso fue frecuentemente interrumpido por otros senadores, quienes observaron que ese no era el punto del debate actual y que Cecina no estaba capacitado para actuar como censor en tal asunto. Marco Valerio Mesala Mesalino y Druso Julio César se opusieron a su moción, después de lo cual no se llevó a cabo. Lo más curioso es que Cecina había sido procónsul de África por deseo de Tiberio, aunque se desconoce el momento exacto.

## Familia
Cecina estaba casado y tuvo seis hijos; incluían a Aulo Cecina Largo, cónsul suffecto en 13.